# Neoscona albertoi
Neoscona albertoi là một loài nhện trong họ Araneidae.
Loài này thuộc chi Neoscona. Neoscona albertoi được miêu tả năm 2008 bởi Alberto Barrion-Dupo.